# 角質

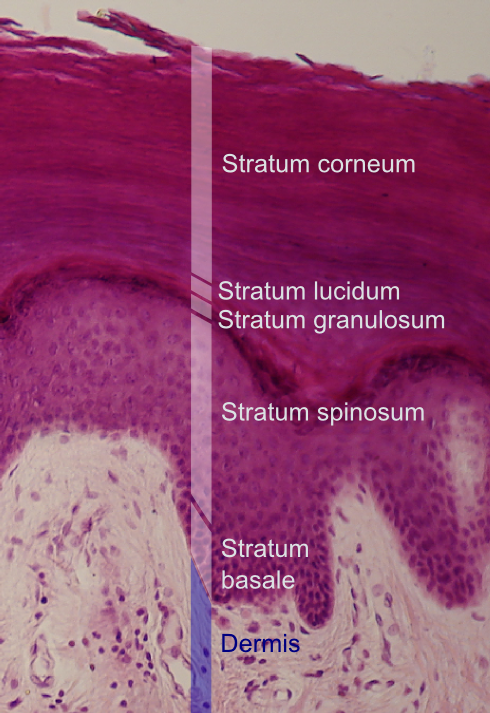
角質層(Stratum corneum)
続いて下へ、顆粒細胞層、有棘細胞層、基底細胞層など。
真皮(Dermis)

角質（かくしつ）とは、硬タンパク質の一種であるケラチンの別称。皮膚バリア機能を担う角質からなる構造は、角層、または角質層、または角質細胞層と呼ばれる。
ケラチン自体は上皮細胞の中間径フィラメントを構成するタンパク質であるため、動物の外胚葉、内胚葉を問わず上皮細胞に普遍的に見られる。脊椎動物の四足類、つまり両生類、爬虫類、鳥類、哺乳類では表皮細胞が内部にこれを蓄積して死滅し、角質化という現象を引き起こすことで、強靭な集合体を形成する。これらの動物では皮膚の表皮の角質化が特に著しくなって形成された強固な器官を持つことが多い。たとえば鳥類やカメなどのくちばし、爬虫類や魚類などの表皮由来の鱗、哺乳類の角の中でもウシ科にみられるような洞角の角鞘の部分や、サイの角の全体は角質からなる。そもそもケラチンとは「角の物質」を意味し、角質はその訳語である。ただし、ケラチンは上述のように角質化しない上皮組織にも含まれて細胞骨格として機能しており、こうした角質化していない組織におけるケラチンを日本語で角質と呼ぶことはまずない。

## ヒト
皮膚の特に表皮は皮膚バリア機能を果たしており、特に表皮がバリアとなり、表皮の最も外側では角質細胞層（角質層、角層とも）を強く構成している。角質層は、レンガに例えられる角質細胞と、セメントに例えられる細胞間脂質でできた壁のようなものでラメラ構造となっており、皮膚バリア機能は角質層の完全性によって保たれている。
角質層の構成は、角質細胞、脂質（角質細胞間脂質）、天然保湿因子、剥がれた角質片である。角質細胞内の天然保湿因子は、半分が角化細胞からのフィラグリンに由来するアミノ酸であり、他は乳酸や尿素が塩化したもので、角質細胞が水和すると弾性を持つ。角質片となり剥がれる際に、接着斑が加水分解されるため、水分が少なければ効果的に剥がれなくなる。保湿剤は、水分を保持したり、水分の損失を減少させるために用いられ、そのことで接着斑の分解が促され角質細胞の蓄積を防止する。
角質細胞間脂質はセラミド約46%、遊離コレステロール約26%、遊離脂肪酸が約13%、コレステロール硫酸が約4%。主な遊離脂肪酸の内訳は、リグノセリン酸25%、ベヘン酸15%、パルミチン酸10%、ステアリン酸10%、ヘキサコサン酸10%。セラミドや細胞間脂質と水分子がラメラ構造をとって水分を保持しており、さらに皮脂が表面を覆うことで、水分の蒸散を防いでいる。アトピー性皮膚炎では、以前はアレルギーだと考えられたが、セラミドの減少によって皮膚バリア機能に異常が生じていると考えられ、保湿剤の使用が重要だと認識されるようになった。
リノール酸は皮膚バリア機能を形成し修復するが、オレイン酸が増えると角質層の脂質構造を乱しバリア構造を悪化させうる。オレイン酸は皮膚バリア機能を破壊し連続的に皮膚に塗ることで皮膚炎をおこし、オレイン酸が多い方が皮膚透過性を増加させるため皮膚の透過性の大きい順にオリーブ油、ヤシ油、グレープシードオイル、アボカド油となった。
高齢では角質層の水分量は若年者の半分であり、皮脂や角質細胞間脂質が減少しており、天然保湿因子も減少し、角層の層数は若年者より4割増加し厚く堆積している。
冬場は角質水分量が低下するが、pH9のアルカリ性の界面活性剤（洗浄剤）は水分量を減少させ、細胞間脂質が多く除かれ、pH5の弱酸性ではそうした影響は少ない。皮膚が乾燥しやすい人が、夏と同じように冬も体を洗うと乾燥を助長するため、脂ぎっていない部位は連日で洗わないようにすることで調整することができる。
美容上、顔面の肌の過剰な角質を取り除くことによってうるおいのある肌になると言われており、角質ケアのための化粧品も多く販売されている。肘・膝・かかとの角質ケア商品も多く存在する。

### 経皮吸収されやすい薬剤の特徴
角質層がバリアとなっているため、角層の下の細胞、生体内部に薬剤を吸収させるにはこれを突破しなければならない。
角質層を透過しやすい薬剤の特徴として次のものが上げられる。
1. 低分子量(〜500以下)ː経皮からの吸収に適しているのは分子量500以下の物質である[8]。分子量1000にもなると角質をほとんど通過できない[8]。
2. 適度な脂溶性（油水分配係数＊が1～4（理想は2～3））[9]ː角質層は脂溶性が高い物質が多いため[8]、外部から角質層に入るには脂溶性が必要だが、さらにその下層は脂溶性が低いため、あまりにも脂溶性が高すぎると角質層にとどまりその下の細胞層へ届かない。ほどほどが重要。物質の分子量が小さい場合、化学的に修飾し親油性（脂溶性）にすることで通過できる[10]。水溶性の物質も全く透過しないわけではない。例として高濃度の水溶性ビタミンC(アスコルビン酸ナトリウム)を経皮的に吸収させた研究がある。[11]
3. 融点が低い(200℃以下)ː融点が低いほど溶解度が高く透過しやすい。[9]

このバリアを突破して薬剤を浸透させる技術に、マイクロニードル、低電流を用いるイオン導入（イオントフォレシス）、超音波を用いる超音波導入（ソノフォレシス）がある。また皮膚の剥離を促すケミカルピーリングでは、サリチル酸マクロゴールが角質のみに作用するとされ、ざ瘡（ニキビ）の皮疹、小斑の日光黒子、小じわを緩和するための選択肢である。尿素は10%まで皮膚の保湿剤として、それ以上で皮膚の角質融解作用を示す。

### バリア性の低下
健常皮膚は角層により保護されているため、食物タンパク質が容易に皮膚内へ侵入することはない。しかし、内因性としてはフィラグリンなどの遺伝子異常、外因性としては化粧品、石鹸に含まれる界面活性剤が皮膚バリア性の低下に影響すると考えられる。

#### アレルギーの発症
通常高分子量の蛋白質が角質を突破することは容易ではないが、茶のしずく石鹸事件においてはアレルゲンとなる加水分解コムギと界面活性剤である石鹸に同時に暴露されたことで角質下に浸透しアレルギーを誘発したと考えられる。
経皮的な摂取によるアレルギー発症を防ぐためには、皮膚を健全な状態に保つことが重要であると考えられる。
すでにアレルギーを発症している患者でも湿疹の皮膚をコントロールすることでアレルギー症状を軽減させることができうると考えられる。
美容目的の角質除去は皮膚刺激や炎症を引き起こす可能性があり、実施する場合は物理的角質除去よりも化学的角質除去が望ましい。